# Center (Texas)
Center é uma cidade localizada no estado norte-americano de Texas, no Condado de Shelby.

## Demografia
Segundo o censo norte-americano de 2000, a sua população era de 5678 habitantes.
Em 2006, foi estimada uma população de 5805, um aumento de 127 (2.2%).

## Geografia
De acordo com o United States Census Bureau tem uma área de
16,1 km², dos quais 16,1 km² cobertos por terra e 0,0 km² cobertos por água. Center localiza-se a aproximadamente 99 m acima do nível do mar.

## Localidades na vizinhança
O diagrama seguinte representa as localidades num raio de 28 km ao redor de Center.